# 全肺靜脈回流異常
全肺靜脈回流異常（英語：Total Anomalous Pulmonary Venous Return，縮寫：TAPVR）是種好發於剛出生嬰幼兒的先天疾病，由於心房中膈缺損或者肺靜脈未與左心房相接而造成心臟病。
在人類的胚胎發育過程中出現心臟血管發育異常的現象，但現在的醫學還未能實際瞭解其成因。就解剖學而言，可分成心上型、心內型、心下型及混合型，這些都是肺靜脈並沒回流到左心房，只差別於流過的通道不同而區分出這四種病型。在臨床症狀的表現上，患者會因為充氧的血液與缺氧的的血液相混合，使得患者發生末端血管供氧不足而發紺，嚴重症狀為患者的肺靜脈發生阻塞，若沒及時進行心臟外科手術，將肺靜脈接到左心房，其阻塞現象會衍生至患者的肺部，其病症會有肺水腫、呼吸困難、休克，最終會因為發生鬱血性心臟衰竭而死亡，當患者一旦發生鬱血性心臟衰竭，其脈搏的跳動就已經很微弱了，所以此刻很難清楚聽見心雜聲。在患者皮膚的表癥上，則會出現很白而毫無血色，碰觸患者皮膚會感到很冰冷，這也是因為肺靜脈阻塞所造成心臟輸送至全身的供血量大大地減少。